# Alessandro Miressi
Alessandro Miressi (Turijn, 2 oktober 1998) is een Italiaanse zwemmer. Hij vertegenwoordigde zijn vaderland op de Olympische Zomerspelen 2020 in Tokio.

## Carrière
Bij zijn internationale debuut, op de wereldkampioenschappen zwemmen 2017 in Boedapest, werd hij samen met Luca Dotto, Ivano Vendrame en Filippo Magnini gediskwalificeerd in de finale van de 4×100 meter vrije slag, op de 4×100 meter wisselslag strandde hij samen met Matteo Milli, Nicolò Martinenghi en Piero Codia in de series. Samen met Luca Dotto, Federica Pellegrini en Silvia di Pietro eindigde hij als vijfde op de gemengde 4×100 meter vrije slag. Tijdens de Europese kampioenschappen kortebaanzwemmen 2017 in Kopenhagen werd hij uitgeschakeld in de series van zowel de 100 als de 200 meter vrije slag. Op de 4×50 meter vrije slag veroverde hij samen met Luca Dotto, Lorenzo Zazzeri en Marco Orsi de zilveren medaille. Samen met Niccolò Bonacchi, Nicolò Martinenghi en Piero Codia zwom hij in de series van de 4×50 meter wisselslag, in de finale behaalde Codia samen met Simone Sabbioni, Fabio Scozzoli en Luca Dotto de zilveren medaille. Voor zijn inspanningen in de series ontving Miressi eveneens de zilveren medaille.
Op de Europese kampioenschappen zwemmen 2018 in Glasgow werd de Italiaan Europees kampioen op de 100 meter vrije slag, daarnaast strandde hij in de series van de 50 meter vrije slag. Op de 4×100 meter vrije slag legde hij samen met Luco Dotto, Ivano Vendrame en Lorenzo Zazzeri beslag op de zilveren medaille. Samen met Margherita Panziera, Fabio Scozzoli en Elena Di Liddo sleepte hij de bronzen medaille in de wacht op de gemengde 4×100 meter wisselslag, op de gemengde 4×100 meter vrije slag eindigde hij samen met Luca Dotto, Giada Galizi en Federica Pellegrini op de vierde plaats. In Hangzhou nam Miressi deel aan de wereldkampioenschappen kortebaanzwemmen 2018. Op dit toernooi werd hij uitgeschakeld in de halve finales van de 100 meter vrije slag. Samen met Santo Condorelli, Andrea Vergani en Lorenzo Zazzeri veroverde hij de bronzen medaille op de 4×50 meter vrije slag, op de 4×100 meter vrije slag eindigde hij samen met Santo Condorelli, Marco Orsi en Lorenzo Zazzeri op de vierde plaats. Samen met Simone Sabbioni, Nicolò Martinenghi en Matteo Rivolta strandde hij in de series van de 4×100 meter wisselslag.
Tijdens de wereldkampioenschappen zwemmen 2019 in Gwangju werd hij uitgeschakeld in de halve finales van de 100 meter vrije slag. Op de 4×100 meter vrije slag eindigde hij samen met Santo Condorelli, Manuel Frigo en Luca Dotto op de vierde plaats, samen met Manuel Frigo, Ilaria Bianchi en Federica Pellegrini eindigde hij als achtste op de gemengde 4×100 meter vrije slag. Op de Europese kampioenschappen kortebaanzwemmen 2019 in Glasgow behaalde hij de zilveren medaille op de 100 meter vrije slag, op de 50 meter vrije slag eindigde hij op de vijfde plaats. Op de 4×50 meter vrije slag legde hij samen met Federico Bocchia, Marco Orsi en Giovanni Izzo beslag op de bronzen medaille, samen met Simone Sabbioni, Fabio Scozzoli en Piero Codia eindigde hij als vierde op de 4×50 meter wisselslag. Op de gemengde 4×50 meter vrije slag eindigde hij samen met Federico Bocchia, Silvia di Pietro en Federica Pellegrini op de vijfde plaats.
In Boedapest nam Miressi deel aan de Europese kampioenschappen zwemmen 2020. Op dit toernooi sleepte hij de zilveren medaille in de wacht op de 100 meter vrije slag, daarnaast eindigde hij als achtste op de 50 meter vrije slag. Samen met Lorenzo Zazzeri, Thomas Ceccon en Manuel Frigo veroverde hij de bronzen medaille op 4×100 meter vrije slag, op de 4×100 meter wisselslag behaalde hij samen met Thomas Ceccon, Nicolò Martinenghi en Federico Burdisso de bronzen medaille. Samen met Thomas Ceccon, Federica Pellegrini en Silvia di Pietro sleepte hij de bronzen medaille in de wacht op de gemengde 4×100 meter vrije slag, op de gemengde 4×100 meter wisselslag legde hij samen met Margherita Panziera, Nicolò Martinenghi en Elena Di Liddo beslag op de bronzen medaille. Tijdens de Olympische Zomerspelen van 2020 in Tokio eindigde hij als zesde op de 100 meter vrije slag. Op de 4×100 meter vrije slag veroverde hij samen met Thomas Ceccon, Lorenzo Zazzeri en Manuel Frigo de zilveren medaille, samen met Thomas Ceccon, Nicolò Martinenghi en Federico Burdisso behaalde hij de bronzen medaille op de 4×100 meter wisselslag.

## Internationale toernooien
| Jaar | Olympische Spelen                                          | WK langebaan                                                             | WK kortebaan                                                                         | EK langebaan | EK kortebaan |
| ---- | ---------------------------------------------------------- | ------------------------------------------------------------------------ | ------------------------------------------------------------------------------------ | --- | --- |
| 2017 |                                                            | DSQ 4×100m vrije slag 11e 4×100m wisselslag 5e 4×100m vrije slag gemengd |                                                                                      | | serie 100m vrije slag · serie 200m vrije slag · 4×50m vrije slag · 4×50m wisselslag · Miressi zwom enkel de series |
| 2018 |                                                            |                                                                          | 10e 100m vrije slag · 4×50m vrije slag · 4e 4×100m vrije slag · 9e 4×100m wisselslag | serie 50m vrije slag · 100m vrije slag · 4×100m vrije slag · 4e 4×100m vrije slag gemengd · 4×100m wisselslag gemengd               | |
| 2019 |                                                            | 9e 100m vrije slag 4e4×100m vrije slag 8e 4×100m vrije slag gemengd      |                                                                                      | | 5e 50m vrije slag · 100m vrije slag · 4×50m vrije slag · 4e 4×50m wisselslag · 5e 4×50m vrije slag gemengd         |
| 2020 | Geen toernooien vanwege de coronapandemie                  | Geen toernooien vanwege de coronapandemie                                | Geen toernooien vanwege de coronapandemie                                            | Geen toernooien vanwege de coronapandemie                                                                                           | Geen toernooien vanwege de coronapandemie                                                                          |
| 2021 | 6e 100m vrije slag · 4×100m vrije slag · 4×100m wisselslag |                                                                          | 16-21 december                                                                       | 8e 50m vrije slag · 100m vrije slag · 4×100m vrije slag · 4×100m wisselslag · 4×100m vrije slag gemengd · 4×100m wisselslag gemengd | 2-7 november |

## Persoonlijke records
Bijgewerkt tot en met 22 mei 2021
Kortebaan
| Afstand         | Tijd  | Datum           | Plaats  |
| --------------- | ----- | --------------- | ------- |
| 50m vrije slag  | 21,18 | 6 december 2019 | Glasgow |
| 100m vrije slag | 45,90 | 8 december 2019 | Glasgow |

Langebaan
| Afstand         | Tijd  | Datum       | Plaats    |
| --------------- | ----- | ----------- | --------- |
| 50m vrije slag  | 21,86 | 22 mei 2021 | Boedapest |
| 100m vrije slag | 47,45 | 19 mei 2021 | Boedapest |